# Liste der Handfeuerwaffen/F
Übersicht im Referenzwerk zu „Handfeuerwaffen E-fzs.“

## Famae
- FAMAE FD2000
- FAMAE FN750
- FAMAE FT2000
- FAMAE Mini SAF 9 × 19 mm
- FAMAE SAF 9 × 19 mm
- FAMAE SG 540-1
- FAMAE SG 542-1
- FAMAE SG 543-1

## Famas
- FAMAS
  - FAMAS F1
  - FAMAS G1
  - FAMAS G2

## FA…
- Fabrique Milita 37 mm anti riot gun
- FARA 83 (Argentinien – 5,56 × 45 mm NATO – Argentinien)
- Fass 57 (Schweiz – Sturmgewehr – 7,5 × 55 mm)
- Fass 90 (Schweiz – Sturmgewehr – 5,56 mm NATO, Gw Pat 90)
- FAVS Stradivari

## FB…
- FBP m/948

## Feather Industries
- Feather Industries AT-9 Carbine
- Feather Industries AT-22
- Feather Industries AT-22 Carbine

## F.E.G. -
- FEG Model 48 WALAM
- FEG Model 58
- FEG P9
- FEG PA-63
- FEG R

## FE…
- Federal Engineering Corporation XC220

## „Feinwerkbau“
- FWB 65
- FWB 80
- FWB 90
- FWB 100
- FWB 101
- FWB 102
- FWB 150
- FWB 300
- FWB 600
- FWB 601
- FWB 602
- FWB 603
- FWB AW93
- FWB C55
- FWB C60
- FWB C62
- FWB P34
- FWB P44
- FWB P70
- FWB P700
- FWB P800
- FWB 2000
- FWB 2600
- FWB 2602
- History No. 1 (Perkussionspistole System Billinghurst)
- History No. 2 (Perkussionsrevolver Roger & Spencer)

## FG…
- FG 42

## FI…
- Fiala 1921/1926
- Fiat Model 14 (Italien – MG – 6,5 × 52 mm Carcano)
- Firefly MP – 9 × 19 mm

## FM…
- MAC-24/29

## FN – Fabrique Nationale

### FN-Pistolen
- FN Baby (Belgien – Taschenpistole 6,35 mm)
- FN Browning BDM (Belgien – Pistole – 9 × 19 mm)
- FN Five-seveN (Belgien – Pistole – 5,7 × 28 mm)
- FN FNS-9 (Belgien – Pistole – 9 × 19 mm)
- FN GP35 (Belgien – Pistole – 9 × 19 mm)
  - FN L9A1 (Belgien – Pistole – 9 × 19 mm)
- FN HP 35
- FN HP-DA (Belgien – Pistole – 9 × 19 mm)
- FN Model 1900 (Belgien – Pistole – 7,65 × 17 mm)
- FN Model 1903 (Belgien – Pistole – 9 × 20 mm Browning Long)
- FN Model 1910 (Belgien – Pistole – 7,65 × 17 mm & 9 × 17 mm)
- FN Model 1922 (Belgien – Pistole – 7,65 × 17 mm & 9 × 17 mm)
- FN P90 (Belgien – PDW – 5.7 × 28 mm)
- FN 140DA (Belgien / Italien – Pistole – 7,65 × 17 mm & 9 × 17 mm)
- FN 303 (USA -)

### FN-Gewehre
- FN Model 1949 (Belgien – Selbstlade-es Gewehr -)
- FN-Browning Selbstladegewehr cal 22
- FN CAL (Belgien – Sturmgewehr – 5,56 × 45 mm NATO)
- FN F2000 (Belgien – Sturmgewehr – 5,56 × 45 mm NATO)
- FN FAL (Belgien – Schnellfeuergewehr – 7,62 × 51 mm NATO)
  - FN FAL 50.00 (Belgien – Schnellfeuergewehr – 7,62 × 51 mm NATO)
  - FN FAL 50.61 (Belgien – Schnellfeuergewehr – 7,62 × 51 mm NATO)
  - FN FAL 50.63 (Belgien – Schnellfeuergewehr – 7,62 × 51 mm NATO)
  - FN FAL 50.64 (Belgien – Schnellfeuergewehr – 7,62 × 51 mm NATO)
  - L1A1 (UK – Schnellfeuergewehr- 7,62 × 51 mm NATO)
  - FN FALO 50.41 (Belgien – lMG – 7,62 × 51 mm NATO)
  - FN FALO 50.42 (Belgien – lMG – 7,62 × 51 mm NATO)
- FN Model 30-11 (Belgien – Repetiergewehr – 7,62 × 51 mm NATO & 7,92 × 57 mm)
- FN FNC (Belgien – Sturmgewehr – 5,56 × 45 mm NATO)
- FN FNC Para (Belgien – Verkürztes Sturmgewehr – 5,56 × 45 mm NATO)
- FN Minimi (Belgien – LMG – 5,56 × 45 mm NATO)
  - C9 (Belgien – LMG – 5,56 × 45 mm NATO)
  - F-89 (Australien – LMG – 5,56 × 45 mm NATO)
  - FN Minimi Para (Belgien – LMG – 5,56 × 45 mm NATO: Kurze Version)
  - Ksp90 (Schweden – LMG – 5,56 × 45 mm NATO)
  - M249 (USA – LMG – 5,56 × 45 mm NATO)
    - M249 SPW (USA – LMG – 5,56 × 45 mm NATO)
      - FN Mk 46 Mod 0 (USA – LMG – 5,56 × 45 mm NATO)

    - FN Mk 48 Mod 0 (USA – LMG – 7,62 × 51 mm NATO)
- FN MAG58 (Belgien – GPMG – 7,62 × 51 mm NATO)
  - C6 (Belgien – GPMG – 7,62 × 51 mm NATO)
  - L7 (UK – GPMG – 7,62 × 51 mm NATO)
  - Ksp58 (Belgien – GPMG – 6.5 × 55 mm)
  - Ksp58B (Belgien – GPMG – 7,62 × 51 mm NATO)
  - M240 (USA – GPMG – 7,62 × 51 mm NATO)
    - M240B (USA – GPMG – 7,62 × 51 mm NATO)
    - M240C (USA – GPMG – 7,62 × 51 mm NATO)
    - M240D (USA – GPMG – 7,62 × 51 mm NATO)
    - M240E6 (USA – GPMG – 7,62 × 51 mm NATO)
    - M240G (USA – GPMG – 7,62 × 51 mm NATO)
    - M240H (USA – GPMG – 7,62 × 51 mm NATO)
    - M240N (USA – GPMG – 7,62 × 51 mm NATO)

### FN-Sonstige
- FN Barracuda (Belgien / Spanien – Revolver – 9 × 19 mm & .357 Magnum: Astra Police Variant)
- FN BRG-15 (Belgien – HMG – 15,5 × 115 mm)

## Fort
- Fort 12 (Ukraine – Pistole – 9 × 18 mm)
- Fort 14 (Ukraine – Pistole – 9 × 18 mm)
- Fort 17 (Ukraine – Pistole – 9 × 18 mm)

## FO…
- Fox Wasp Carbine

## FP…
- FPW 1918

## Franchi
- Franchi Diana (Italien – 7,65 × 17 mm)
- Franchi LAW-12 (Italien – Flinte – Kaliber 12)
- Franchi PA-3 (Italien – Pumpgun – Kaliber 12)
- Franchi SAS-12 (Italien – Flinte – Kaliber 12)
- Franchi SPAS-11 (Italien – Selbstlade-/Vorderschaftrepetierflinte – Kaliber 12)
- Franchi SPAS-12 (Italien – Selbstlade-/Vorderschaftrepetierflinte – Kaliber 12)
- Franchi SPAS-14 (Italien – Selbstlade-/Vorderschaftrepetierflinte – Kaliber 12)
- Franchi SPAS-15 (Italien – Selbstlade-/Vorderschaftrepetierflinte – Kaliber 12)

## FR…
- FR Ordnance MC51
- FR 8 (K98 Spanisch - .308)
- Muskete Modell 1777
- Fusil Automatique Modèle 1917
- Lefaucheux-Stiftfeuerrevolver Pistolet-Revolver Modèle 1858
- FR-F1
- FR-F2
- Frommer 1910
- Frommer Stop

## FU…
- Fucile d'assalto 57 (Schweiz – Sturmgewehr – 7,5 × 55 mm)
- Fucile d'assalto 90 (Schweiz – Sturmgewehr – 5,56 mm NATO, Gw Pat 90)
- Fusil d'assaut 57 (Schweiz – Sturmgewehr – 7,5 × 55 mm)
- Fusil d'assaut 90 (Schweiz – Sturmgewehr – 5,56 mm NATO, Gw Pat 90)